# Gyromantis kraussi
Gyromantis kraussi là một loài bọ ngựa trong họ Mantidae. Chúng là loài đặc hữu của Australia.

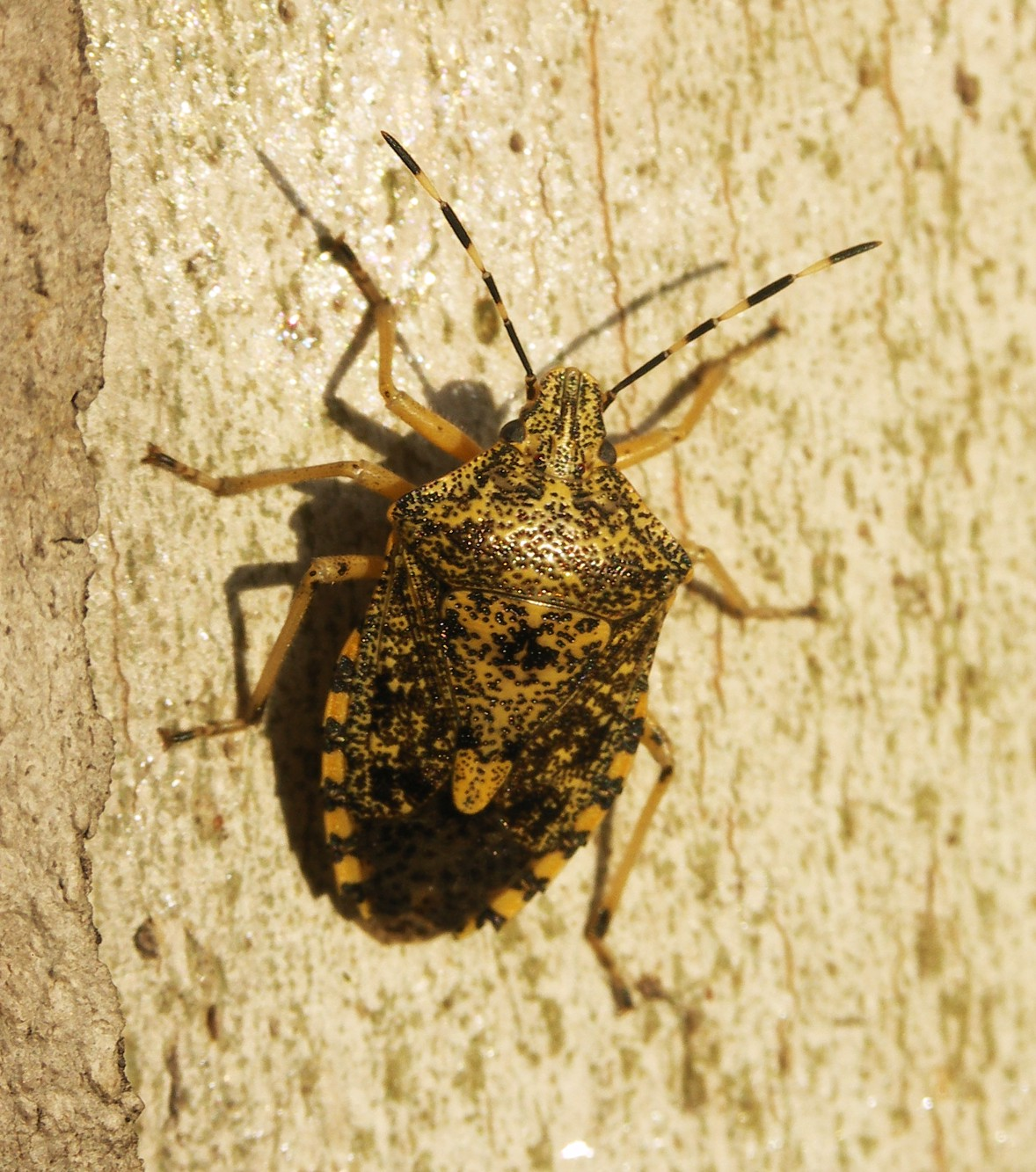
A stink bug, the natural prey of the spiny bark mantis.